# Sarah Pinborough
Œuvres principales
- Série Tales from the Kingdoms
- Mon amie Adèle
- Insomnia

Sarah Pinborough, née en 1972 à Milton Keynes en Angleterre, est une romancière britannique de fantasy et d'horreur. The Language of Dying a obtenu le prix British Fantasy du meilleur roman court 2010.

## Œuvres

### SérieBreeding Ground
1. (en) Breeding Ground, 2006
2. (en) Feeding Ground, 2009

### UniversDoctor Who

#### SérieTorchwood
- (en) Into the Silence, 2009
- (en) Consequences, 2009Recueil de nouvelles ; les autres auteurs étant Andrew Cartmel, David Llewellyn (en), James Moran (en) et Joseph Lidster (en)
- (en) Long Time Dead, 2011

### SérieDr. Thomas Bond
1. Whitechapel, Bragelonne, 2014 ((en) Mayhem, 2013), trad. Frédéric Le Berre, 357 p.  (ISBN 978-2-35294-796-7)
2. (en) Murder, 2014

### SérieTales from the Kingdoms
1. Poison, Milady, 2014 ((en) Poison, 2013), trad. Frédéric Le Berre, 240 p.  (ISBN 978-2-8112-1162-2)
2. Charme, Milady, 2014 ((en) Charm, 2013), trad. Frédéric Le Berre, 240 p.  (ISBN 978-2-8112-1169-1)
3. Beauté, Milady, 2014 ((en) Beauty, 2013), trad. Frédéric Le Berre, 224 p.  (ISBN 978-2-8112-1194-3)

- Poison, Charme, Beauté - L'Intégrale, trad. Frédéric Le Berre, 384 p.  (ISBN 979-10-281-1961-4)

### SérieThe Dog-Faced Gods Trilogy
1. (en) A Matter Of Blood, 2010
2. (en) The Shadow of the Soul, 2011
3. (en) The Chosen Seed, 2012

### SérieThe Nowhere Chronicles
Cette série est parue sous le pseudonyme Sarah Silverwood.
1. (en) The Double-Edged Sword, 2010
2. (en) The Traitor's Gate, 2011
3. (en) The London Stone, 2012

### Romans indépendants
- (en) The Reckoning, 2005
- (en) The Taken, 2007
- (en) Tower Hill, 2008
- (en) A Necessary End, 2013Écrit avec F. Paul Wilson.
- La Maison des morts, Milady, 2016 ((en) The Death House, 2015), trad. Florence Moreau, 384 p.  (ISBN 978-2-8112-1841-6)
- Treize minutes, Castelmore, 2018 ((en) 13 Minutes, 2016), trad. Florence Moreau, 431 p.  (ISBN 978-2-3623-1286-1)
- (en) They Say a Girl Died Here Once, 2016
- Mon amie Adèle, Préludes, 2017 ((en) Behind Her Eyes, 2017), trad. Paul Benita, 448 p.  (ISBN 978-2-2531-0788-0)
- Si je mens, tu vas en enfer, Préludes, 2019 ((en) Cross Her Heart, 2018), trad. Paul Benita, 416 p.  (ISBN 978-2-2530-4564-9)
- Ma nouvelle voisine, Préludes, 2020 ((en) Dead to Her, 2020), trad. Paul Benita, 443 p.  (ISBN 978-2-253-04049-1)
- Insomnia, Jean-Claude Lattès, 2023 ((en) Insomnia, 2022), trad. Paul Benita, 384 p.  (ISBN 978-2-7096-7141-5)
- (en) We Live Here Now, 2025